# Route 430 (Terre-Neuve-et-Labrador)
Pour les articles homonymes, voir Route 430.
La route 430 est une route provinciale principale de la province canadienne de Terre-Neuve-et-Labrador desservant la péninsule Northern de Deer Lake à Goose Cove East. La route entre Deer Lake et St. Barbe fait partie du réseau routier national du Canada, comme route collectrice. C'est une route moyennement fréquentée, reliant la Route Transcanadienne à Saint-Anthony et au site historique de l'Anse aux Meadows. La route s'étend sur une distance de 435 kilomètres au total, et est donc la deuxième plus longue route de la province. Elle est asphaltée sur l'entièreté de son tracé.

## Tracé

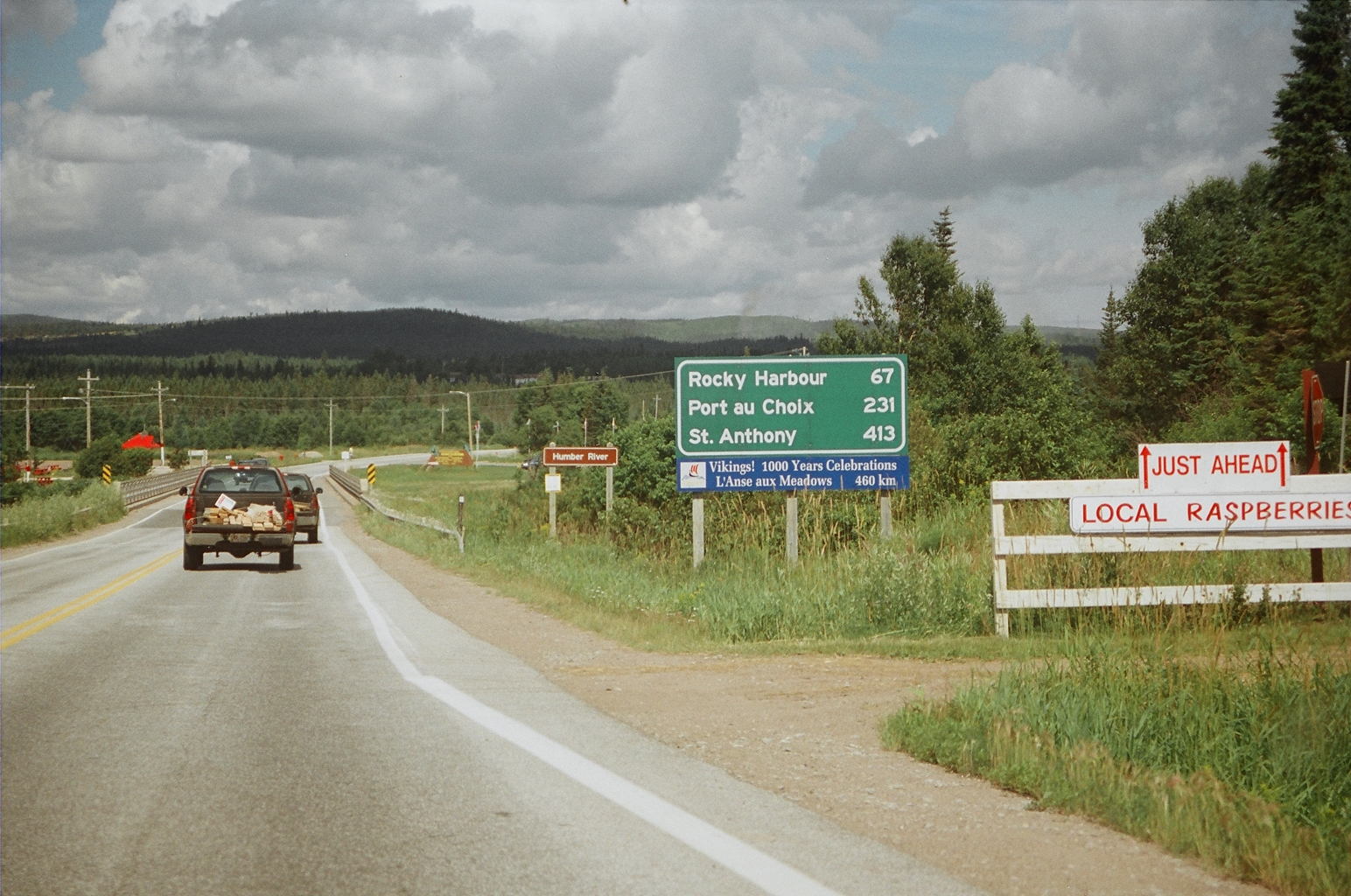
Signalisation sur la route 430.

La route 430 débute juste au nord-ouest de Deer Lake, au croisement de la Route Transcanadienne, la route 1, à sa sortie 16. Elle se dirige vers le nord-ouest pendant une trentaine de kilomètres, en étant un peu sinueuse, puis elle entre dans le parc national du Gros-Morne alors qu'elle croise la route 431, à Wiltondale.
Après son entrée dans le parc national, elle se dirige vers le nord sur une distance de sept kilomètres, puis elle prend une orientation vers l'ouest pour rejoindre le bras de l'est. Elle suit ce bras de mer sur sa rive nord, passant près du mont Killdevil, puis suit le bras de mer Deer sur sa rive est en se dirigeant vers le nord. Elle emprunte ensuite une orientation vers l'ouest pour rejoindre la région urbanisée de Rocky Harbour. Par la suite, elle atteint la côte du golfe du Saint-Laurent, qu'elle suit pendant plus de 200 kilomètres.
Environ 150 kilomètres au nord du parc national de Gros-Morne, elle atteint Plum Point, puis Sainte-Barbe, où un traversier relie l'île à Blanc-Sablon, au Québec. Elle suit par la suite la côte pendant une trentaine de kilomètres, puis à Eddies Cove, elle tourne vers l'est pour traverser les terres intérieures de la péninsule Northern. Elle passe près de l'aéroport de Saint-Anthony, puis continue vers le nord-est. Elle croise ensuite les routes 435 et 436, vers L'Anse aux Meadows. Elle se dirige vers le sud en traversant Saint-Anthony, puis elle se termine juste au sud, à Goose Cove East.

## Communautés traversées
1. Deer Lake
2. Jack Ladder
3. Wiltondale
4. Parc national du Gros-Morne
5. Rocky Harbour
6. Bear Cove
7. Lobster Cove
8. Bakers Brook
9. Green Point
10. Sally's Cove
11. Gulls Marsh
12. Saint-Pauls
13. Three Mile Rock
14. Parson's Pond
15. Portland Creek
16. Daniel's Harbour
17. Bellburns
18. River of Ponds
19. Hawke's Bay
20. Eddies Cove West
21. Barr'd Harbour
22. Castors River
23. Plum Point
24. Blue Cove
25. Forresters Point
26. Sainte-Barbe
27. Anchor Point
28. Deadmans Cove
29. Bear Cove
30. Flower's Cove
31. Savage Cove
32. Sandy Cove Saint-Barbe North
33. Shoal Cove East
34. Pines Cove
35. Green Island Cove
36. Lonesome Cove
37. Green Island Cove
38. Eddies Cove
39. Saint-Anthony
40. Goose Cove East